# Poligny (Seine-et-Marne)
Poligny település Franciaországban, Seine-et-Marne megyében. Lakosainak száma 802 fő (2022. január 1.). Poligny Bagneaux-sur-Loing, Chaintreaux, Darvault, Nanteau-sur-Lunain, Nemours, Remauville, Souppes-sur-Loing és Treuzy-Levelay községekkel határos.

## Népesség
A település népességének változása:
| Lakosok száma | 827  | 816  | 819  | 798  | 789  | 787  | 783  | 778  | 802  |
|               | 2013 | 2015 | 2016 | 2017 | 2018 | 2019 | 2020 | 2021 | 2022 |